# 物理波矢多シリーズ
『物理波矢多シリーズ』（もとろいはやたシリーズ）は、三津田信三による日本の推理小説のシリーズで、『黒面の狐』をはじめとする、転職探偵の物理波矢多を主人公としたホラーミステリシリーズ。転職探偵の物理波矢多が訪れた先々で起こる怪異な伝承に絡んだ事件に挑む。

## シリーズ一覧
- 黒面の狐
  - 単行本：2016年9月10日（9月13日発売）[1] 文藝春秋 ISBN 978-4-16-390520-4
  - 文庫本：2019年3月10日（3月8日発売）[2] 文春文庫 ISBN 978-4-16-791242-0
- 白魔の塔
  - 単行本：2019年4月15日（4月12日発売）[3] 文藝春秋 ISBN 978-4-16-391011-6
  - 文庫本：2021年10月10日（10月6日発売）[4] 文春文庫 ISBN 978-4-16-791765-4
- 赫衣の闇
  - 単行本：2021年12月10日（12月9日発売）[5] 文藝春秋 ISBN 978-4-16-391476-3

## 主な登場人物
物理波矢多（もとろい はやた）
転職探偵。建国大学で2年間学んだ経験をもつ。